# イタリアのキリスト教
イタリアのキリスト教、ローマ・カトリック教会はイタリアの最大教派である。2005年度の統計では、 87.8%が自らをカトリックとみなし、36.8%がカトリックを実行していると考え、30.8%が毎週日曜日教会に出席している。

## カトリック主義
ローマにはカトリックの拠点である主権国家のバチカンがある。かつて広大な教皇領を擁していた名残である。ローマ教皇がこの地を支配しており、ローマ司教のオフィス、教皇の宮殿がある。
ローマ皇帝がキリスト教を国教としたため、現在もキリスト教徒が多い。

## 統計
2006年度
- キリスト教徒: 53,500,000 (91.1%)
  - カトリック: 51,600,000 (87.8%)
    - カトリック教会: 51,500,000 (87.6%)
    - 東方典礼カトリック教会: 100,000 (0.2%)
      - w:Italo-Albanian Catholic Church: 60,000 (0.1%)
      - 他 (Romanian-Catholics, Ukrainian Greek Catholics, Armenian Catholics, etc.): 40,000 (0.07%)

  - 他のクリスチャン: 1,378,000 (2.31%)
    - プロテスタント: 678,000 (1.21%) 
      - 福音派 と 聖霊派: 550,000 (0.94%)
        - アッセンブリーズ・オブ・ゴッド: 400,000 (0.68%)
        - 他: 150,000 (0.25%)

      - ヴァルド派 と メソジスト: 35,000 (0.06%) [1]
        - ワルドー派: 30,000 (0.05%)
        - メソジスト: 5,000 (0.01%)

      - セブンスデー・アドベンチスト教会: 25,000 (0.04%) [2]
      - 他: 70,000 (0.12%)
        - バプテスト: 20,000 (0.03%)
        - ブレザレン: 20,000 (0.03%)
        - 聖公会: 15,000 (0.03%)
        - ルーテル派: 8,000 (0.01%)
        - 他(Disciples of Christ, 改革派教会, 長老派教会, メノナイト etc.): 15,000 (0.03%)

    - 正教会: 700,000 (1.2%) [3]
      - ギリシャ正教会: 180,000 (0.31%)
      - ルーマニア正教会: 150,000 (0.26%)
      - 他(ウクライナ正教会 (モスクワ総主教庁系), Moldovan-Orthodoxes, セルビア正教会, ロシア正教会, etc.): 370,000 (0.63%)
- 非キリスト教徒: 5,250,000 (8.9%)
  - 他の宗教: 1,150,000 (1.9%)
  - 無宗教: 4,100,000 (7,0%)